# Богуславская городская община
Богусла́вская городска́я общи́на (укр. Богуславська міська громада) — территориальная община в Обуховском районе Киевской области Украины.
Административный центр — город Богусла́в.

## Общие сведения
Население составляет 25 404 человек (2023). Площадь — 226,58 км².

## История
Территория Богуславщины заселена издавна. В урочище Городок найдены три римские монеты II века н. э, а возле города сохранились остатки древнерусского городища XI—XIII века, которое можно отождествлять с упоминаемым в летописи городом Богуслав. Он был наряду с Корсунем и Каневом одним из крупнейших укрепленных пунктов на южной границе Киевской Руси.
Город Богуслав, был основан в 1032 году Киевским князем Ярославом Мудрым. Первое упоминание о поселении в летописи как крепости для защиты от половцев датируется 1195 годом. В 1240 году Богуслав был разрушен монголо-татарскими ордами. В 1362 году территория района находилась под властью Литвы, а после Люблинской унии 1569 года — под властью Польского королевства. В начале XVII века город получил Магдебургское право.
В 1648 году Богуслав освобождён войсками Богдана Хмельницкого и являлся сотенным городком Белоцерковского полка. В 1667 году Богуслав отошёл назад к Польше, по Вечному миру 1686 года. Истреблённое предыдущими войнами Правобережье остаётся необитаемым и ничьим. Но в 1680-х поляки позволяют казакам под руководством Семена Палия заселять Киевщину, Богуслав становится полковым городом Богуславского полка. В 1712 году казацкая автономия ликвидируется.
В 1793 году после второго раздела Речи Посполитой город вошёл в состав России. В 1796—1837 годах — Богуслав является центром Богуславского уезда. С 1846 года эта территория входит в состав Каневского уезда Киевской губернии.
Советская власть установлена в январе 1918 года (окончательно — в 1920 году). С 1919 года Богуслав — снова центр Богуславского уезда Киевской губернии.
7 марта 1923 года город стал центром Богуславского района Киевской области.
С июля 1941 года Богуслав оккупирован немецко-фашистскими захватчиками. В феврале 1944 года город освобождён.
В сентябре 1991 года над помещением райисполкома и городского Совета поднят флаг независимой Украины.
Богуславская городская община (громада) создана 30 июня 2019 года в Богуславском районе в рамках административно-территориальной реформы 2015—2020 годов.
Первоначально в состав общины было решено включить Богуславский городской совет и 4 сельских совета Богуславского района: Биевецкий, Раскопанецкий, Хохитвянский, Кидановский.
Первые выборы депутатов Богуславской ОТО состоялись 30 июня 2019 года.
16 декабря 2019 года в состав общины включены Ольховецкий и Тептиевский сельсоветы.
В 2020 году в общину вошли ещё 7 сельских советов: Дыбинецкий, Синицкой, Саварский, Мисайловский, Исайковский, Москаленковский и Шупиковский.
Очередные выборы депутатов совета общины (городского совета) состоялись 25 октября 2020 года.
В связи с реформой децентрализации Украины, в 2020 году Богуславский район упразднён. Часть территории в составе новообразованной Богуславской объединённой территориальной городской общины отошла к Обуховскому району, часть территории в составе Медвинской сельской общины — к Белоцерковскому району Киевской области. Несколько сельских населённых пунктов, ранее входящих в Богуславский район, вошли в Мироновскую ОТО Обуховского района.

## Населённые пункты
В общину входят 26 населённых пунктов, в том числе 1 город и 25 сёл:
| №  | Населенный пункт | Тип населенного пункта | Население | Совет до реформы               |
| -- | ---------------- | ---------------------- | --------- | ------------------------------ |
| 1  | Богуслав         | город                  | 16 810    | Богуславский городской совет   |
| 2  | Раскопанцы       | село                   | 969       | Раскопанецкий сельский совет   |
| 3  | Дыбинцы          | село                   | 1 154     | Дыбинецкий сельский совет      |
| 4  | Бородани         | село                   | 249       | Дыбинецкий сельский совет      |
| 5  | Синица           | село                   | 230       | Синицкий сельский совет        |
| 6  | Саварка          | село                   | 957       | Саварский сельский совет       |
| 7  | Лютари           | село                   | 127       | Саварский сельский совет       |
| 8  | Мисайловка       | село                   | 1 993     | Мисайловский сельский совет    |
| 9  | Чайки            | село                   | 388       | Мисайловский сельский совет    |
| 10 | Шупики           | село                   | 580       | Шупиковский сельский совет     |
| 11 | Туники           | село                   | 196       | Шупиковский сельский совет     |
| 12 | Карандинцы       | село                   | 140       | Шупиковский сельский совет     |
| 13 | Ольховец         | село                   | 616       | Ольховецкий сельский совет     |
| 14 | Семигоры         | село                   | 405       | Ольховецкий сельский совет     |
| 15 | Калиновка        | село                   | 76        | Ольховецкий сельский совет     |
| 16 | Половецкое       | село                   | 124       | Ольховецкий сельский совет     |
| 17 | Москаленки       | село                   | 458       | Москаленковский сельский совет |
| 18 | Биевцы           | село                   | 524       | Биевецкий сельский совет       |
| 19 | Тептиевка        | село                   | 345       | Тептиевский сельский совет     |
| 20 | Дешки            | село                   | 191       | Тептиевский сельский совет     |
| 21 | Хохитва          | село                   | 1 193     | Хохитвянский сельский совет    |
| 22 | Поташня          | село                   | 87        | Хохитвянский сельский совет    |
| 23 | Ивки             | село                   | 215       | Хохитвянский сельский совет    |
| 24 | Исайки           | село                   | 1 211     | Исайковский сельский совет     |
| 25 | Яцюки            | село                   | 263       | Исайковский сельский совет     |
| 26 | Кидановка        | село                   | 743       | Кидановский сельский совет     |

## Экономика
Ведущей отраслью города является легкая промышленность, представленная суконной фабрикой, входящей в корпорацию «Ярослав». Кроме того, из крупных предприятий в городе расположены завод «Мулит», консервный завод¸ завод продтоваров, швейные предприятия.
Вокруг города расположены большие залежи гранита и он разрабатывается открытым способом. На территории города работает несколько предприятий по добычи гранита.
Это один из основных видов полезных ископаемых, которые находятся в Богуславе. Также изготавливаются облицовочные плиты, лестницы, бордюры, тумбы, парапеты, карнизы и прочее.
Кроме гранита, на территории общины большие залежи глины, из которой изготавливают гончарные изделия и строительный кирпич, черепицу и другие изделия. Значительное место в Богуславе занимает пищевая промышленность.

## Образование и культура
В Богуславе функционируют гуманитарный колледж, два технических училища, школа искусств, Центр детского и юношеского творчества, спортивная школа. В городе есть три общеобразовательные школы, четыре детсада; открыт дом для детей-сирот и дом для престарелых и одиноких граждан, библиотека — которая вошла в рейтинг лучших библиотек Европы.